# 台灣綜藝節目列表
台灣綜藝列表羅列台灣電視台的娛樂、競賽、益智、交友、訪談與文史類型的節目。
本表以首播日期為該年份的節目及按照順序排列，以便查找是否重複，常年常規周播節目則需備註常規節目即可，季播節目則備註第幾季；盡可能引用外部新聞、官方公告，等有效與確切的內容加以輔助文獻，以確保資料的正確性，若結束日期不確定，可用「待查」暫代。「首播日期」只會有一天，若有其他頻道隨後播出，並不符合「首播」。

## 收录范围
- 以在「臺灣地區」設立的「衛星廣播電視」播出節目為限。
- 無論是否為播出頻道是否為外資，只要受到「衛星廣播電視法」規範之頻道皆適用。
- Yahoo TV、YouTube、愛奇藝等串流媒體平台皆不屬於本條目範圍。
- 若該節目移動至其他區域、方式、只要任何不受「衛星廣播電視」規範，以頻道播出的「最後日」為「結束日期」。

## 分类
- 娛樂類
  - 綜藝、喜劇、新聞、資訊
- 競賽類
  - 競技、選秀、音樂、舞蹈
- 益智類
  - 益智、遊戲、實境
- 交友類
  - 交友
- 訪談類
  - 曲藝、談話、訪談、脫口秀
- 文史類
  - 美食、文化、紀實、軍教、社教、旅遊、命理

## 1960年代
| 名稱       | 首播日期       | 結束日期      | 頻道 | 類型 |
| ---------- | -------------- | ------------- | ---- | ---- |
| 傅培梅時間 | 1962年10月30日 | 2002年        | 台視 | 美食 |
| 群星會     | 1962年11月8日  | 2006年4月12日 | 台視 | 綜藝 |
| 五燈獎     | 1965年10月9日  | 1998年7月19日 | 台視 | 選秀 |
| 每日一星   | 1969年11月3日  | 1978年6月3日  | 中視 | 音樂 |

## 1970年代
| 名稱                       | 首播日期       | 結束日期       | 頻道 | 類型       |
| -------------------------- | -------------- | -------------- | ---- | ---------- |
| 歡樂假期                   | 1970年4月5日   | 1989年3月5日   | 中視 | 綜藝       |
| 日正當中                   | 1971年10月17日 | 1976年3月21日  | 台視 | 綜藝       |
| 安全島                     | 1973年9月8日   | 1977年7月15日  | 台視 | 社教       |
| 分秒世界                   | 1973年1月22日  | 1980年5月31日  | 台視 | 益智       |
| 莒光園地                   | 1975年1月9日   | 播出中         | 華視 | 軍教       |
| 錦繡年華                   | 1975年10月8日  | 待查           | 台視 | 音樂       |
| 我愛周末                   | 1976年7月17日  | 1976年12月24日 | 台視 | 綜藝       |
| 你愛周末                   | 1977年5月7日   | 1978年6月3日   | 中視 | 綜藝       |
| 歡樂今宵                   | 1977年8月7日   | 1978年10月14日 | 中視 | 綜藝       |
| 六燈獎                     | 1978年2月5日   | 1988年2月13日  | 中視 | 競技、選秀 |
| 六燈獎健康專欄：我們的身體 | 1987年7月4日   | 待查           | 中視 | 社教       |
| 一道彩虹                   | 1978年7月9日   | 1980年5月4日   | 中視 | 綜藝       |
| 綜藝100                    | 1979年8月26日  | 1984年10月21日 | 華視 | 綜藝       |

## 1980年代
| 名稱              | 首播日期       | 結束日期       | 頻道 | 類型 |
| ----------------- | -------------- | -------------- | ---- | ---- |
| 小人物狂想曲      | 1980年2月10日  | 1980年5月4日   | 台視 | 綜藝 |
| 智商一八〇        | 1980年2月      | 1980年11月     | 華視 | 益智 |
| 臨風高歌          | 1980年         | 1983年         | 華視 | 音樂 |
| 大精彩            | 1982年7月19日  | 1985年12月16日 | 華視 | 益智 |
| 大家樂            | 1982年10月5日  | 1984年10月20日 | 台視 | 競技 |
| 我愛紅娘          | 1982年10月30日 | 1993年10月9日  | 台視 | 交友 |
| 大家一起來        | 1983年9月19日  | 1988年7月4日   | 中視 | 益智 |
| 飛上彩虹          | 1984年8月11日  | 1984年12月8日  | 中視 | 綜藝 |
| 黃金拍檔          | 1984年12月15日 | 1988年1月9日   | 中視 | 綜藝 |
| 歡樂週末 開心廣場 | 1984年12月22日 | 1985年2月2日   | 中視 | 綜藝 |
| 強棒出擊          | 1985年1月1日   | 1995年9月15日  | 台視 | 綜藝 |
| 歡樂週末派        | 1985年8月3日   | 1990年6月16日  | 華視 | 綜藝 |
| 大亮相            | 1985年11月5日  | 1986年2月28日  | 華視 | 競技 |
| 連環泡            | 1986年3月24日  | 1994年4月14日  | 華視 | 綜藝 |
| 金舞台            | 1986年10月18日 | 1998年6月28日  | 台視 | 綜藝 |
| 天天開心          | 1987年4月14日  | 2000年2月10日  | 台視 | 綜藝 |
| 開心舞台          | 1988年3月12日  | 1997年5月31日  | 台視 | 綜藝 |
| 鑽石舞台          | 1986年11月2日  | 1995年5月28日  | 華視 | 綜藝 |
| 綜藝大亨          | 1987年5月28日  | 1987年10月8日  | 中視 | 綜藝 |
| 我愛彩虹          | 1987年6月14日  | 1988年1月9日   | 台視 | 綜藝 |
| 頑皮家族          | 1987年10月12日 | 1995年4月8日   | 華視 | 社教 |
| 飛揚的音符        | 1987年10月11日 | 1989年         | 中視 | 音樂 |
| 綜藝大都會        | 1988年1月23日  | 1989年2月15日  | 台視 | 綜藝 |
| TV新秀爭霸站      | 1988年7月9日   | 1990年7月15日  | 華視 | 綜藝 |
| 歡樂傳真          | 1988年9月29日  | 1996年8月1日   | 中視 | 綜藝 |
| 歡樂一百點        | 1988年9月29日  | 1996年8月1日   | 中視 | 綜藝 |
| 女丑劇場          | 1988年10月8日  | 1992年2月27日  | 台視 | 綜藝 |
| 百戰百勝          | 1988年10月16日 | 1998年3月1日   | 華視 | 競技 |
| 來電50            | 1989年3月26日  | 1996年10月27日 | 中視 | 交友 |
| 八千里路雲和月    | 1989年6月2日   | 1995年         | 台視 | 社教 |
| 好彩頭            | 1989年7月19日  | 1994年7月2日   | 華視 | 綜藝 |
| 金曲龍虎榜        | 1989年9月30日  | 1998年2月28日  | 華視 | 綜藝 |
| 女人女人          | 1989年10月17日 | 1993年9月28日  | 中視 | 社教 |
| 第一現場          | 1989年11月3日  | 待查           | 中視 | 音樂 |

## 1990年代
| 名稱                 | 首播日期       | 結束日期       | 頻道                                                             | 類型       |
| -------------------- | -------------- | -------------- | ---------------------------------------------------------------- | ---------- |
| 綜藝總動員           | 1990年2月1日   | 1995年7月24日  | 華視                                                             | 綜藝       |
| 大陸尋奇             | 1990年8月11日  | 播出中         | 中視、中視經典台、中視菁采台、中天綜合台、中天娛樂台、八大第一台 | 社教       |
| 繞著地球跑           | 1990年         | 待查           | 中視                                                             | 文化、旅遊 |
| 綜藝萬花筒           | 1991年7月1日   | 1996年12月13日 | 華視                                                             | 綜藝       |
| 笑星撞地球           | 1991年8月4日   | 1996年7月6日   | 華視                                                             | 綜藝       |
| 歡樂八點見           | 1991年11月16日 | 1992年11月14日 | 中視                                                             | 綜藝       |
| 玫瑰之夜             | 1991年10月19日 | 1998年8月22日  | 台視                                                             | 綜藝       |
| 雞蛋碰石頭           | 1991年12月23日 | 1995年4月7日   | 中視                                                             | 綜藝       |
| 江山萬里情           | 1992年8月22日  | 1995年10月14日 | 華視                                                             | 社教       |
| 娛樂星聞 小燕有約    | 1992年12月26日 | 1994年3月26日  | 中視                                                             | 綜藝       |
| 抱喜報喜DoReMi       | 1993年1月2日   | 1993年11月27日 | 華視                                                             | 綜藝       |
| 黃金舞台             | 1993年1月9日   | 1993年7月31日  | 台視                                                             | 綜藝       |
| 龍兄虎弟             | 1993年3月27日  | 2000年4月13日  | 台視                                                             | 綜藝       |
| 彩虹假期             | 1993年4月      | 1996年         | 台視                                                             | 綜藝       |
| 娛樂新聞             | 1993年9月29日  | 2007年4月13日  | TVBS、TVBS-G                                                     | 新聞、資訊 |
| 21世紀新人歌唱排行榜 | 1994年1月2日   | 2000年         | 三立台灣台                                                       | 音樂       |
| 娛樂星聞 歡樂有約    | 1994年4月2日   | 1995年5月27日  | 中視                                                             | 綜藝       |
| 天生贏家             | 1994年5月24日  | 1996年12月12日 | 中視→華視                                                        | 遊戲       |
| 點燈                 | 1994年7月28日  | 播出中         | （台視、華視、中視）→公視→大愛一台                               | 訪談       |
| 超級星期天           | 1994年9月18日  | 2003年3月30日  | 台視→華視                                                        | 綜藝       |
| 翻書觸電王           | 1995年         | 待查           | TVBS-G                                                           | 訪談       |
| 星期天報報           | 1995年         | 1996年         | 華視                                                             | 綜藝       |
| 今宵花月夜           | 1995年4月4日   | 1996年4月12日  | 華視                                                             | 音樂       |
| 飛揚的音符           | 1995年5月1日   | 1999年4月5日   | 華視                                                             | 音樂       |
| 完全娛樂             | 1995年9月1日   | 播出中         | 三立都會台                                                       | 新聞、資訊 |
| 天天樂翻天           | 1995年9月18日  | 1998年12月7日  | 台視                                                             | 綜藝       |
| 黃金傳奇             | 1995年10月15日 | 2003年1月      | 東森超視                                                         | 綜藝       |
| 歡樂神仙窩           | 1995年11月3日  | 1996年3月1日   | 台視                                                             | 綜藝       |
| 電玩大觀園           | 1995年         | 2001年         | 衛視中文台                                                       | 新聞、資訊 |
| 黃金夜總會           | 1995年         | 2007年5月      | 三立綜藝台、三立台灣台                                           | 綜藝       |
| 冠軍家庭ＴＶ秀       | 1996年         | 1999年         | 中視                                                             | 綜藝       |
| 紅白勝利             | 1996年4月20日  | 2000年11月14日 | 華視→中視                                                        | 綜藝       |
| 金嗓金賞             | 1996年7月2日   | 1997年9月30日  | 中視                                                             | 音樂       |
| 我猜我猜我猜猜猜     | 1996年7月4日   | 2011年3月4日   | 中視                                                             | 綜藝       |
| 非常男女             | 1996年8月8日   | 2003年9月25日  | 中視                                                             | 交友       |
| 飛越星期天           | 1996年11月3日  | 1997年4月13日  | 台視                                                             | 綜藝       |
| 超級新人王           | 1996年12月2日  | 1998年5月10日  | TVBS-G                                                           | 選秀       |
| 今夜要設防           | 1997年3月      | 待查           | 華視                                                             | 綜藝       |
| 摩登蛋頭族           | 1997年3月      | 待查           | 華視                                                             | 益智       |
| 天才Bang!Bang!Bang!  | 1997年4月11日  | 1999年6月18日  | 中視                                                             | 益智、綜藝 |
| 飛上彩虹             | 1997年4月20日  | 1997年10月23日 | 台視                                                             | 綜藝       |
| 娛樂百分百           | 1997年5月5日   | 2024年12月31日 | 八大綜合台                                                       | 綜藝       |
| 台灣紅不讓           | 1997年7月18日  | 1999年7月23日  | 台視                                                             | 綜藝       |
| 全能綜藝通           | 1997年10月5日  | 2002年11月30日 | 中視                                                             | 綜藝       |
| 超極挑戰者           | 1997年         | 2000年         | 三立都會台                                                       | 益智       |
| 世界非常奇妙         | 1997年         | 2001年         | 台視→中視                                                        | 綜藝       |
| 電玩快打             | 1997年         | 2014年1月4日   | 大地頻道→緯來綜合台                                              | 新聞、資訊 |
| 元氣唱片行           | 1998年         | 待查           | TVBS-G                                                           | 新聞、資訊 |
| 歡樂龍虎榜           | 1998年3月7日   | 2000年         | 華視                                                             | 綜藝       |
| 龍虎綜藝王           | 1998年3月28日  | 2000年4月8日   | 華視                                                             | 綜藝       |
| 純屬巧合             | 1998年4月1日   | 1998年10月15日 | 三立衛視                                                         | 綜藝       |
| 戀愛講義             | 1998年7月17日  | 2001年11月13日 | 華視                                                             | 社教       |
| 真情指數             | 1998年         | 2005年         | TVBS                                                             | 訪談       |
| 流行追蹤             | 1998年         | 2005年         | MUCH TV→東風衛視                                                 | 新聞、資訊 |
| 全家出動             | 1999年         | 待查           | 台視                                                             | 綜藝       |
| 鬼話連篇             | 1999年4月3日   | 2003年6月14日  | 東森綜合台                                                       | 談話       |
| 鐵獅玉玲瓏           | 1999年6月10日  | 2001年4月3日   | 三立綜藝台                                                       | 綜藝       |

## 2000年代
| 名稱                     | 首播日期       | 結束日期       | 頻道                                                      | 類型             |
| ------------------------ | -------------- | -------------- | --------------------------------------------------------- | ---------------- |
| 主席有約                 | 2000年1月3日   | 2002年3月29日  | 八大綜合台                                                | 綜藝             |
| 周日八點黨               | 2000年4月16日  | 2008年7月27日  | 中視                                                      | 綜藝             |
| 超級大富翁               | 2000年5月29日  | 2006年2月18日  | 台視                                                      | 綜藝             |
| 費玉清時間               | 2000年7月24日  | 2002年11月29日 | 東森綜合台                                                | 音樂             |
| 歡喜玉玲龍               | 2001年4月7日   | 2002年4月13日  | 中視                                                      | 綜藝             |
| 開運鑑定團               | 2001年4月30日  | 2009年         | 東森綜合台                                                | 命理             |
| TV三賤客                 | 2001年9月15日  | 2003年5月      | 華視                                                      | 綜藝             |
| 智者生存                 | 2001年10月22日 | 2002年2月11日  | 衛視中文台                                                | 益智             |
| 綜藝大集合               | 2001年11月11日 | 播出中         | 民視                                                      | 遊戲、實境       |
| 旗開得勝少年兵團         | 2001年         | 待查           | 台視                                                      | 綜藝             |
| 在中國的故事             | 2002年3月25日  | 2011年9月19日  | 三立都會台                                                | 旅遊             |
| MIT台灣誌                | 2002年4月7日   | 2019年12月29日 | 中視、中視新聞台                                          | 社教、旅遊       |
| 命運好好玩               | 2002年         | 播出中         | 東森超視、JET綜合台                                       | 命理             |
| 綜藝大哥大               | 2002年4月20日  | 2011年9月24日  | 中視                                                      | 綜藝             |
| 兩代電力公司             | 2002年5月      | 2005年4月      | TVBS-G                                                    | 綜藝             |
| 美食大三通               | 2002年9月      | 2011年9月20日  | 三立都會台                                                | 美食、旅遊       |
| 少年特攻隊               | 2002年12月29日 | 2007年10月28日 | 台視                                                      | 遊戲、實境       |
| 快樂星期天               | 2003年4月6日   | 2008年4月6日   | 華視                                                      | 綜藝             |
| 費玉清的清音樂           | 2003年5月12日  | 2006年         | 中天綜合台                                                | 音樂             |
| TV大賤客                 | 2003年5月      | 2003年7月      | 華視                                                      | 綜藝             |
| 天才GO GO GO             | 2003年5月23日  | 2004年3月19日  | 華視                                                      | 益智             |
| 全能美食秀               | 2003年6月13日  | 2006年7月14日  | 中視                                                      | 美食             |
| 綜藝康康COME             | 2003年7月      | 2004年3月      | 華視                                                      | 綜藝             |
| 女人我最大               | 2003年9月29日  | 播出中         | TVBS-G→TVBS歡樂台                                         | 綜藝             |
| 台灣腳逛大陸             | 2003年11月29日 | 2012年2月18日  | 中天綜合台                                                | 旅遊、文化       |
| 綜藝旗艦                 | 2003年         | 待查           | 台視                                                      | 綜藝             |
| 大家來說笑               | 2003年         | 2009年2月2日   | 中視                                                      | 綜藝             |
| 康熙來了                 | 2004年1月5日   | 2016年1月14日  | 中天綜合台                                                | 脫口秀           |
| 天才向前衝               | 2004年3月26日  | 2006年5月5日   | 華視                                                      | 綜藝             |
| 愛上星期六               | 2004年3月      | 2004年5月      | 華視                                                      | 綜藝             |
| TV搜查線                 | 2004年3月      | 2004年11月     | 華視                                                      | 綜藝             |
| YOKOSO JAPAN！日本再發現 | 2004年7月16日  | 2005年5月15日  | 華視                                                      | 旅遊、文化       |
| 全民大悶鍋               | 2004年9月20日  | 2006年2月17日  | 中天綜合台                                                | 綜藝             |
| 千萬大挑戰               | 2004年11月     | 2005年5月      | 華視                                                      | 綜藝             |
| 數位遊戲王               | 2004年         | 2012年         | 中視                                                      | 新聞、資訊       |
| 今晚哪裡有問題           | 2004年         | 2010年12月30日 | 中天綜合台、中天娛樂台                                    | 談話             |
| 麻辣天后宮               | 2005年3月31日  | 2013年5月16日  | 衛視中文台                                                | 綜藝             |
| 國光幫幫忙               | 2005年4月25日  | 2021年6月17日  | 三立都會台                                                | 訪談             |
| 超級兩代電力公司         | 2005年4月      | 2006年8月      | TVBS-G                                                    | 綜藝             |
| 小氣大財神               | 2005年5月23日  | 2007年11月23日 | 中天娛樂台                                                | 益智             |
| 歡樂幸運星               | 2005年6月13日  | 2011年3月4日   | 衛視中文台                                                | 益智             |
| 冒險奇兵                 | 2005年6月12日  | 2011年5月21日  | 三立都會台                                                | 綜藝             |
| 志永智勇電力學校         | 2005年6月18日  | 2006年5月      | TVBS-G                                                    | 綜藝             |
| 幸福加油站               | 2005年6月      | 2005年11月     | 華視                                                      | 綜藝             |
| 愛上九點半               | 2005年7月5日   | 2006年8月31日  | 中視                                                      | 訪談             |
| 齊天大勝                 | 2005年7月9日   | 2007年9月29日  | 台視                                                      | 綜藝             |
| 我愛黑澀會               | 2005年8月1日   | 2009年10月8日  | Channel [V] 娛樂台                                        | 綜藝             |
| 2005 CIRCUS ACTION       | 2005年8月13日  | 2005年11月5日  | Channel [V] 娛樂台                                        | 綜藝             |
| 不可思議的世界           | 2005年9月5日   | 2008年         | 緯來綜合台                                                | 談話             |
| 冰火五重天               | 2005年10月17日 | 2009年11月     | 緯來綜合台                                                | 談話             |
| 幸福星期六               | 2006年2月18日  | 2007年7月21日  | 台視                                                      | 交友             |
| 哈林國民學校             | 2006年4月17日  | 2007年7月31日  | 台視、台視綜合台                                          | 遊戲             |
| 天才衝衝衝               | 2006年5月12日  | 播出中         | 華視                                                      | 益智             |
| 2006 CIRCUS ACTION       | 2006年6月24日  | 2006年9月16日  | Channel [V] 娛樂台                                        | 綜藝             |
| 冰冰好料理               | 2006年7月5日   | 2012年7月6日   | 中天娛樂台                                                | 美食             |
| 型男大主廚               | 2006年7月10日  | 播出中         | 三立都會台                                                | 美食             |
| 忍者電力公司             | 2006年8月30日  | 2006年11月     | TVBS-G                                                    | 綜藝             |
| 模範棒棒堂               | 2006年8月14日  | 2009年7月30日  | Channel [V] 娛樂台                                        | 綜藝             |
| 天天大連憲               | 2006年9月4日   | 2006年12月28日 | 中視                                                      | 綜藝             |
| 棒打老虎雞吃蟲           | 2007年1月1日   | 2007年3月14日  | 中視                                                      | 綜藝             |
| 超級星光大道             | 2007年1月5日   | 2011年3月13日  | 中視                                                      | 選秀             |
| 台北紅樓夢               | 2007年1月8日   | 2007年7月6日   | 中天綜合台                                                | 訪談             |
| 快樂有GO正               | 2007年1月13日  | 2008年12月20日 | 華視                                                      | 綜藝             |
| 健康2.0                  | 2007年1月15日  | 播出中         | TVBS                                                      | 訪談             |
| 摩托車週記               | 2007年2月2日   | 2008年         | 中視                                                      | 旅遊             |
| 食尚玩家                 | 2007年2月5日   | 播出中         | TVBS-G→TVBS歡樂台                                         | 美食             |
| 今晚誰當家               | 2007年2月4日   | 2016年2月29日  | 東森娛樂台、E娛樂台、年代綜合台、年代MUCH台、壹電視綜合台 | 綜藝             |
| 男人壞壞why              | 2007年4月30日  | 2007年7月27日  | TVBS-G                                                    | 綜藝             |
| 我愛金城武               | 2007年5月28日  | 2007年8月24日  | 東風衛視                                                  | 談話             |
| 大小愛吃                 | 2007年6月11日  | 2008年5月29日  | 八大綜合台                                                | 美食             |
| 大學生了沒               | 2007年7月30日  | 2016年9月14日  | 中天綜合台                                                | 綜藝             |
| 硬是要鬥牛               | 2007年8月11日  | 2008年12月     | 三立都會台                                                | 競技             |
| 王牌大眼睛               | 2007年8月27日  | 2012年4月11日  | 三立都會台                                                | 綜藝             |
| 全民最大黨               | 2007年9月10日  | 2012年9月21日  | 中天綜合台                                                | 綜藝             |
| 超級旁門左道             | 2007年9月11日  | 2007年10月21日 | MTV 台灣頻道                                              | 選秀             |
| 綜藝大勝戰               | 2007年10月6日  | 2007年11月17日 | 台視                                                      | 綜藝             |
| LOLLIPOP哪裡怕           | 2007年10月27日 | 2008年4月19日  | Channel [V] 娛樂台                                        | 綜藝             |
| 超級偶像                 | 2007年10月27日 | 2014年12月7日  | 台視、三立都會台                                          | 選秀             |
| 鑽石夜總會               | 2007年11月4日  | 2012年5月20日  | 台視                                                      | 綜藝             |
| 2007 CIRCUS ACTION       | 2007年11月24日 | 2008年2月16日  | Channel [V] 娛樂台                                        | 綜藝             |
| 決戰第一名               | 2007年12月5日  | 2008年8月2日   | TVBS-G、台視                                              | 選秀             |
| 無間道不道               | 2007年12月19日 | 2008年6月27日  | 中天娛樂台                                                | 遊戲             |
| 速配男女 Super Match     | 2007年12月26日 | 2008年3月      | 中視                                                      | 交友             |
| 全民料理王               | 2007年         | 2010年         | 東森綜合台→E娛樂台→年代綜合台                             | 美食             |
| 王牌大賤諜               | 2008年4月14日  | 2011年7月15日  | 三立都會台                                                | 綜藝             |
| 黃國倫的異想世界         | 2008年5月19日  | 2009年6月2日   | 新眼光電視台                                              | 談話             |
| 百萬大歌星               | 2008年5月10日  | 2012年8月11日  | 台視、TVBS-G、年代綜合台、年代MUCH台                      | 綜藝             |
| 馬上大搜尋               | 2008年6月16日  | 待查           | TVBS-G                                                    | 綜藝             |
| Money Money麥克瘋        | 2008年7月14日  | 2008年11月28日 | 東森綜合台                                                | 綜藝             |
| 超級大頭目               | 2008年7月14日  | 2009年2月26日  | 中天娛樂台                                                | 益智             |
| POWER星期天              | 2008年7月20日  | 2013年5月26日  | 華視、TVBS-G→TVBS歡樂台                                   | 綜藝             |
| 黃金B段班                | 2008年7月21日  | 2009年2月19日  | 中天綜合台                                                | 綜藝             |
| 舞林大道                 | 2008年8月24日  | 2009年3月15日  | 中視、中天娛樂台                                          | 選秀             |
| 無敵青春克               | 2008年8月25日  | 2008年11月5日  | Channel [V] 娛樂台                                        | 選秀             |
| 哪裡5打抗                | 2008年9月7日   | 2008年11月30日 | Channel [V] 娛樂台                                        | 綜藝             |
| 誰來晚餐                 | 2008年9月22日  | 播出中         | 公視                                                      | 實境、紀錄、美食 |
| 百萬小學堂               | 2008年10月3日  | 2013年5月3日   | 台視                                                      | 遊戲             |
| 明日之星Super Star       | 2008年10月18日 | 2016年5月21日  | 民視                                                      | 選秀             |
| 王牌大明星               | 2008年10月20日 | 2010年4月3日   | 東風                                                      | 脫口秀           |
| 單車二勢力               | 2008年10月25日 | 2009年8月29日  | 年代MUCH台                                                | 旅遊、美食       |
| 台灣人在大陸             | 2008年         | 2010年         | E娛樂台→年代綜合台、年代MUCH台                            | 文化、旅遊       |
| 挑戰101                  | 2009年1月2日   | 2009年11月27日 | 中視                                                      | 綜藝             |
| CIRCUS狗仔隊             | 2009年1月24日  | 2009年5月9日   | Channel [V] 娛樂台                                        | 綜藝             |
| 但是又何奈               | 2009年2月      | 2009年6月      | 八大綜合台                                                | 綜藝             |
| 音樂萬萬歲               | 2009年3月1日   | 2023年3月19日  | 公視                                                      | 音樂             |
| WTO姐妹會                | 2009年3月2日   | 播出中         | 八大第一台、八大綜合台                                    | 脫口秀           |
| 全民快樂有GO正           | 2009年3月7日   | 2010年6月11日  | 華視                                                      | 綜藝             |
| 第六度空間               | 2009年3月      | 2009年10月7日  | 八大第一台、八大綜合台                                    | 談話             |
| 黃金計程車               | 2009年4月22日  | 2010年         | 東森綜合台                                                | 益智             |
| 國人都叫好               | 2009年5月4日   | 2010年2月14日  | 緯來綜合台                                                | 綜藝             |
| 得獎的事                 | 2009年6月22日  | 2010年6月30日  | TVBS歡樂台                                                | 談話             |
| 哈林老師好               | 2009年6月22日  | 2009年10月1日  | 緯來綜合台                                                | 脫口秀           |
| LOVE LOVE LOVE           | 2009年7月3日   | 2009年11月27日 | Channel [V] 娛樂台                                        | 綜藝             |
| CIRCUS ACTION 4          | 2009年7月4日   | 2009年11月21日 | Channel [V] 娛樂台                                        | 綜藝             |
| Welcome 外星人           | 2009年7月20日  | 2009年10月15日 | Channel [V] 娛樂台                                        | 競技             |
| 周五8點黨                | 2009年7月24日  | 2010年1月1日   | 中視                                                      | 美食             |
| 豬哥會社                 | 2009年8月1日   | 2012年12月29日 | 民視、東森綜合台、東森超視 、緯來綜合台                   | 綜藝             |
| 旅行應援團               | 2009年8月7日   | 2020年3月28日  | 衛視中文台、星衛娛樂台                                    | 旅遊、美食       |
| TVBS哈新聞               | 2009年8月28日  | 2014年9月26日  | TVBS                                                      | 新聞、資訊       |
| 平民大富翁               | 2009年9月12日  | 2009年12月12日 | 華視                                                      | 益智             |
| 娘娘駕到                 | 2009年9月14日  | 2010年2月5日   | 中天綜合台                                                | 綜藝             |
| 週日大精彩               | 2009年9月22日  | 2009年12月20日 | 中視、中天娛樂台                                          | 綜藝             |
| 我愛黑澀棒棒堂           | 2009年10月12日 | 2011年2月3日   | Channel [V] 娛樂台                                        | 綜藝             |
| 爸媽囧很大               | 2009年10月26日 | 2015年3月4日   | 公視                                                      | 談話             |
| 打擊出去                 | 2009年11月2日  | 2011年6月3日   | 緯來綜合台                                                | 綜藝             |
| 校園4賤客                | 2009年11月23日 | 2010年3月28日  | Channel [V] 娛樂台                                        | 綜藝             |
| 娛樂山寨姬               | 2009年11月30日 | 2010年3月10日  | 中天娛樂台                                                | 新聞、資訊       |

## 2010年代
| 名稱                                      | 首播日期       | 結束日期       | 頻道                                          | 類型       |
| ----------------------------------------- | -------------- | -------------- | --------------------------------------------- | ---------- |
| 金曲超級星                                | 2010年1月3日   | 2010年10月31日 | 中視、中天娛樂台                              | 選秀       |
| 一袋女王                                  | 2010年2月1日   | 2023年8月28日  | 衛視中文台                                    | 訪談       |
| 超級巨星紅白藝能大賞 （春節除夕特別節目） | 2010年2月13日  | 播出中         | 台視                                          | 音樂       |
| 美少女時代                                | 2010年3月1日   | 2010年9月4日   | Channel [V] 娛樂台                            | 綜藝       |
| 小孩很忙                                  | 2010年5月4日   | 2011年5月17日  | 緯來綜合台                                    | 益智       |
| 吃飯皇帝大                                | 2010年5月17日  | 2012年3月2日   | TVBS歡樂台                                    | 美食       |
| 梁陳即時                                  | 2010年5月24日  | 2010年7月30日  | 中天娛樂台                                    | 新聞、資訊 |
| 綜藝大國民                                | 2010年6月16日  | 2011年1月29日  | 華視、東風                                    | 綜藝       |
| SS小燕之夜                                | 2010年8月2日   | 2017年1月2日   | 中天綜合台                                    | 訪談       |
| 超級設計師                                | 2010年8月26日  | 2011年7月28日  | 台視                                          | 選秀       |
| 瘋神無雙                                  | 2010年9月25日  | 2020年7月26日  | 衛視中文台                                    | 喜劇       |
| 漢寶開賣啦                                | 2010年10月9日  | 2010年12月25日 | 中視                                          | 新聞、資訊 |
| Mr.J頻道                                  | 2010年10月30日 | 2011年2月5日   | 中視、中天綜合台、中天娛樂台                  | 綜藝       |
| 超級紅人榜                                | 2010年11月7日  | 播出中         | 三立台灣台                                    | 選秀       |
| 天黑請閉眼                                | 2010年12月13日 | 2011年7月19日  | 緯來綜合台                                    | 綜藝       |
| 黃金比例                                  | 2010年12月28日 | 2011年7月1日   | 壹電視綜合台                                  | 益智       |
| 食在有健康                                | 2011年         | 2013年11月28日 | 東森超視                                      | 美食       |
| 熟女不滿族                                | 2011年1月10日  | 2011年7月7日   | 東森超視、東森綜合台                          | 綜藝       |
| 全民字多星                                | 2011年1月17日  | 2011年7月1日   | 壹電視新聞台、壹電視綜合台                    | 益智       |
| 2011亞洲星光爭霸戰                        | 2011年2月2日   | 2011年2月3日   | 中視                                          | 音樂       |
| 歡樂智多星                                | 2011年3月7日   | 2023年8月3日   | 衛視中文台                                    | 益智       |
| 你猜你猜你猜猜猜                          | 2011年3月12日  | 2012年8月18日  | 中視                                          | 綜藝       |
| 陶子藝言堂                                | 2011年3月20日  | 2011年6月26日  | 中視                                          | 綜藝       |
| 黃金舞台                                  | 2011年5月7日   | 2011年7月30日  | 華視                                          | 綜藝       |
| 至尊美食王                                | 2011年5月28日  | 2011年8月20日  | 三立都會台                                    | 美食       |
| 城功富產科                                | 2011年5月      | 2014年8月      | 緯來綜合台                                    | 綜藝       |
| 愛喲我的媽                                | 2011年6月6日   | 2014年4月3日   | 緯來綜合台                                    | 綜藝       |
| 華人星光大道                              | 2011年7月3日   | 2014年2月22日  | 中視                                          | 選秀       |
| 女人好犀利                                | 2011年7月18日  | 2012年12月31日 | 三立都會台、東森超視                          | 綜藝       |
| 給你哈音樂                                | 2011年7月23日  | 2012年1月21日  | 中天娛樂台                                    | 音樂       |
| 我們一家訪問人                            | 2011年8月19日  | 2012年9月      | 緯來綜合台                                    | 訪談       |
| 上班這黨事                                | 2011年9月5日   | 2019年4月25日  | TVBS歡樂台                                    | 脫口秀     |
| 我愛大小姐                                | 2011年9月5日   | 2012年6月7日   | 東森綜合台                                    | 綜藝       |
| 風水！有關係                              | 2011年9月24日  | 2022年3月13日  | 緯來綜合台                                    | 綜藝       |
| 愛玩客                                    | 2011年9月26日  | 2023年2月21日  | 三立都會台                                    | 旅遊       |
| 姊妹淘心話                                | 2011年10月3日  | 2013年7月5日   | 緯來綜合台                                    | 脫口秀     |
| 綜藝大本營                                | 2011年10月1日  | 2012年8月11日  | 中視                                          | 綜藝       |
| 週末快樂頌                                | 2011年10月1日  | 2012年11月10日 | 華視                                          | 綜藝       |
| 青春猛回頭                                | 2011年10月17日 | 2011年12月29日 | 東森超視                                      | 綜藝       |
| 超級夜總會                                | 2011年11月12日 | 播出中         | 三立台灣台                                    | 綜藝       |
| 我愛男子漢                                | 2012年1月6日   | 2012年4月7日   | 東森超視、東森綜合台                          | 綜藝       |
| 真相HOLD得住                              | 2012年2月6日   | 2013年9月12日  | 衛視中文台                                    | 談話       |
| 超級模王大道                              | 2012年2月26日  | 2013年8月11日  | 中視                                          | 選秀       |
| 從實招來                                  | 2012年5月8日   | 2013年8月23日  | 中視、中視綜藝台                              | 新聞、資訊 |
| 亞洲天團爭霸戰                            | 2012年5月18日  | 2012年12月15日 | 華視                                          | 選秀       |
| 紅白紅白我勝利                            | 2012年5月27日  | 2012年7月29日  | 台視                                          | 綜藝       |
| 十點名人堂                                | 2012年5月30日  | 2012年12月6日  | 華視                                          | 綜藝       |
| 11克拉女王                                | 2012年7月9日   | 2012年11月29日 | 八大綜合台                                    | 談話       |
| 黃金300秒                                 | 2012年7月26日  | 2013年1月25日  | 中天綜合台                                    | 遊戲       |
| 綜藝十八班                                | 2012年8月5日   | 2012年8月19日  | 台視                                          | 綜藝       |
| 萬秀豬王                                  | 2012年8月18日  | 2013年11月23日 | 中視                                          | 綜藝       |
| 王子的約會                                | 2012年8月18日  | 2014年4月26日  | 台視                                          | 交友       |
| 大小姐進化論                              | 2012年8月20日  | 2013年11月16日 | 東森綜合台                                    | 綜藝       |
| 舞力全開                                  | 2012年8月22日  | 2020年9月12日  | 民視                                          | 舞蹈       |
| 達人總動員                                | 2012年8月25日  | 2013年3月23日  | 中視                                          | 綜藝       |
| 百萬大明星                                | 2012年8月26日  | 2013年5月19日  | 台視                                          | 綜藝       |
| 樂光寶盒                                  | 2012年11月26日 | 2013年3月6日   | 台視                                          | 音樂       |
| 周六大挑戰                                | 2013年1月5日   | 2013年5月4日   | 華視                                          | 綜藝       |
| 三星報囍                                  | 2013年1月5日   | 2016年9月18日  | 民視                                          | 綜藝       |
| 大家來報喜                                | 2013年1月28日  | 2013年4月25日  | 中天綜合台                                    | 遊戲       |
| 金頭腦                                    | 2013年3月18日  | 2014年6月13日  | 東森超視                                      | 遊戲       |
| 超級接班人                                | 2013年3月23日  | 2014年7月12日  | 台視、三立都會台                              | 選秀       |
| 神馬好時光                                | 2013年3月25日  | 2013年5月20日  | 東森超視                                      | 綜藝       |
| 超級歌喉讚                                | 2013年3月30日  | 2014年5月24日  | 中視                                          | 競技       |
| 全民大笑花                                | 2013年4月1日   | 2013年6月13日  | 中天娛樂台                                    | 綜藝       |
| 小宇宙33號                                | 2013年4月1日   | 2013年9月27日  | 東森超視                                      | 綜藝       |
| 愛情敲敲門                                | 2013年4月22日  | 2014年5月9日   | 八大綜合台                                    | 交友       |
| 金牌麥克風                                | 2013年5月10日  | 2014年6月27日  | 台視                                          | 選秀       |
| Super Star 我要當歌手                     | 2013年5月26日  | 2015年4月12日  | 台視                                          | 選秀       |
| 冠軍任務                                  | 2013年6月1日   | 2016年12月10日 | 衛視中文台                                    | 綜藝       |
| 周末熊新聞                                | 2013年6月29日  | 2013年12月1日  | TVBS                                          | 脫口秀     |
| 綜藝大熱門                                | 2013年7月1日   | 2025年8月29日  | 三立都會台                                    | 綜藝       |
| 我們的那首歌                              | 2013年7月13日  | 2014年5月10日  | 華視                                          | 音樂       |
| 超級接班人                                | 2013年8月10日  | 2014年7月12日  | 台視、三立都會台                              | 選秀       |
| HOLD住婆媽大小事                          | 2013年9月16日  | 2013年11月25日 | 衛視中文台                                    | 談話       |
| 笑林練舞功                                | 2013年9月23日  | 2014年4月17日  | 中天綜合台                                    | 曲藝       |
| 絕對不單淳                                | 2013年10月26日 | 2014年1月18日  | 東森綜合台                                    | 綜藝       |
| 流行新勢力                                | 2013年11月28日 | 2016年8月30日  | 民視                                          | 綜藝       |
| 五花八門金銀島                            | 2013年12月16日 | 2014年4月      | 東森超視                                      | 綜藝       |
| 新電玩快打                                | 2014年1月11日  | 2017年12月16日 | 緯來綜合台                                    | 新聞、資訊 |
| 最強大國民                                | 2014年2月9日   | 2014年8月31日  | 中視、中視HD台                                | 綜藝       |
| 金牌調查局                                | 2014年2月24日  | 2014年7月17日  | 衛視中文台                                    | 綜藝       |
| NEWS金探號                                | 2014年3月1日   | 播出中         | 非凡新聞台、台視財經台、台視綜合台            | 新聞、資訊 |
| 來自星星的事                              | 2014年4月7日   | 2019年10月14日 | 緯來綜合台                                    | 綜藝       |
| 瘋狂大悶鍋                                | 2014年4月12日  | 2014年12月28日 | 中天娛樂台                                    | 綜藝       |
| 我們都來了                                | 2014年4月25日  | 2014年7月26日  | 八大綜合台                                    | 喜劇       |
| 正妹大連線                                | 2014年5月3日   | 2014年12月6日  | 台視                                          | 交友       |
| ２分之一強                                | 2014年6月16日  | 2020年11月12日 | 東森超視、東森綜合台                          | 訪談       |
| 私房話老實說                              | 2014年6月16日  | 2015年9月30日  | 東森超視                                      | 脫口秀     |
| 綜藝王見王                                | 2014年6月20日  | 2014年10月5日  | 華視                                          | 綜藝       |
| 頂尖對決                                  | 2014年6月21日  | 2014年9月20日  | 超視                                          | 綜藝       |
| CityColor城彩名人堂                       | 2014年7月9日   | 2015年3月26日  | 東風衛視                                      | 綜藝       |
| 寶島縱貫線                                | 2014年7月5日   | 2014年7月5日   | 華視                                          | 綜藝       |
| 綜藝玩很大                                | 2014年7月19日  | 播出中         | 中視、三立都會台                              | 遊戲、實境 |
| 全球中文音樂榜上榜                        | 2014年8月2日   | 2016年12月24日 | TVBS歡樂台                                    | 音樂       |
| 魔力全開                                  | 2014年9月7日   | 2014年10月5日  | 中視                                          | 綜藝       |
| 客家人有名堂                              | 2014年10月10日 | 2016年9月23日  | 客家電視台                                    | 旅遊       |
| 萬秀大勝利                                | 2014年11月2日  | 2015年9月13日  | 中視                                          | 遊戲       |
| 女王的密室                                | 2014年12月13日 | 2015年3月7日   | 台視                                          | 益智       |
| 華視天王豬哥秀                            | 2014年12月21日 | 2016年5月29日  | 華視                                          | 綜藝       |
| 一字千金                                  | 2014年12月27日 | 播出中         | 公視、小公視、東森超視、緯來綜合台            | 遊戲       |
| 超聯萌女神                                | 2015年1月10日  | 2015年11月21日 | MTV                                           | 綜藝       |
| 背包踐客                                  | 2015年1月11日  | 2016年3月20日  | 中天娛樂台、中天綜合台                        | 旅遊       |
| 財神向錢衝                                | 2015年1月19日  | 2015年3月31日  | 華視、八大綜合台                              | 益智       |
| 萬萬沒想到－女王的密室第貳彈              | 2015年3月14日  | 2015年12月12日 | 台視                                          | 遊戲       |
| 麻辣同學會                                | 2015年3月16日  | 2015年9月10日  | 中天娛樂台                                    | 綜藝       |
| Super Star 我要當歌手2                    | 2015年4月19日  | 2015年12月6日  | 台視                                          | 選秀       |
| 白日夢冒險王                              | 2015年7月2日   | 2015年9月25日  | 年代MUCH台                                    | 益智、實境 |
| 列王大挑戰                                | 2015年7月5日   | 2015年9月27日  | 東森超視                                      | 遊戲       |
| 小廚當家                                  | 2015年7月26日  | 2016年4月10日  | 華視                                          | 美食       |
| 星光大道                                  | 2015年8月15日  | 2015年11月28日 | 華視                                          | 選秀       |
| 愛的萬物論                                | 2015年8月31日  | 2016年3月16日  | 公視                                          | 訪談       |
| 雅典納轟趴                                | 2015年11月14日 | 2016年4月16日  | 中天綜合台                                    | 脫口秀     |
| 名模出任務                                | 2015年12月5日  | 2017年1月14日  | 華視                                          | 遊戲       |
| 女王的密室3                               | 2015年12月19日 | 2016年4月30日  | 台視                                          | 益智       |
| 小明星大跟班                              | 2016年1月25日  | 2025年2月24日  | 中天綜合台                                    | 脫口秀     |
| 寵物大聯萌                                | 2016年3月27日  | 2017年4月23日  | 中天娛樂台、中天綜合台                        | 實境       |
| 超強17練習生                              | 2016年3月27日  | 2016年6月19日  | 中天綜合台、中視                              | 選秀       |
| 瘋狂開心果                                | 2016年4月3日   | 2016年6月26日  | 台視                                          | 遊戲       |
| 奇幻島                                    | 2016年5月7日   | 2016年11月5日  | 台視                                          | 益智       |
| 台灣那麼旺                                | 2016年5月28日  | 2022年8月20日  | 民視                                          | 選秀       |
| 全民一起來                                | 2016年6月18日  | 2016年10月1日  | 華視                                          | 遊戲       |
| 來自星星的事之 逃跑吧！好兄弟             | 2016年7月8日   | 2021年1月24日  | 緯來綜合台                                    | 實境       |
| 沒玩沒了                                  | 2016年7月17日  | 2016年10月9日  | 中視                                          | 遊戲       |
| 後宮生還戰                                | 2016年7月24日  | 2016年10月16日 | 華視                                          | 遊戲       |
| 大家一起來2.0                             | 2016年9月1日   | 2017年1月12日  | 中視                                          | 益智       |
| 最強大老師                                | 2016年9月3日   | 2016年12月3日  | 年代MUCH台                                    | 益智       |
| 就是娛樂                                  | 2016年9月5日   | 2017年2月17日  | 中天娛樂台                                    | 新聞、資訊 |
| 18歲不睡                                  | 2016年9月19日  | 2016年12月30日 | 中天綜合台                                    | 脫口秀     |
| 王牌雙響炮                                | 2016年9月25日  | 2017年2月5日   | 民視                                          | 綜藝       |
| 非常異視界                                | 2016年9月26日  | 2017年6月23日  | 中天娛樂台                                    | 脫口秀     |
| 飢餓遊戲                                  | 2016年10月23日 | 播出中         | 中視                                          | 遊戲、實境 |
| 綜藝3國智                                 | 2016年11月12日 | 2023年9月9日   | 台視                                          | 遊戲、實境 |
| 我家有個總鋪師                            | 2016年12月16日 | 2017年4月14日  | 中視                                          | 美食、文化 |
| 麻辣天后傳                                | 2017年1月2日   | 2020年1月10日  | 中天綜合台                                    | 脫口秀     |
| 小燕有約                                  | 2017年3月6日   | 2018年3月13日  | TVBS                                          | 訪談       |
| 歌神請上車                                | 2017年3月11日  | 2018年8月18日  | 衛視中文台                                    | 音樂       |
| 女人234                                   | 2017年3月13日  | 2017年12月11日 | 衛視中文台                                    | 脫口秀     |
| 周末鳥仁秀                                | 2017年4月8日   | 2017年11月7日  | TVBS歡樂台                                    | 脫口秀     |
| 天天樂財神                                | 2017年4月10日  | 2018年1月5日   | 中天娛樂台                                    | 遊戲       |
| 名模星任務                                | 2017年4月28日  | 2017年7月28日  | 中視                                          | 遊戲       |
| 驚奇4超人                                 | 2017年4月30日  | 2018年1月21日  | 中天綜合台                                    | 遊戲、實境 |
| 冰冰show                                  | 2017年5月24日  | 2018年12月12日 | 中視、中視經典台、中視菁采台                  | 綜藝       |
| 閨蜜愛旅行                                | 2017年5月27日  | 2017年8月19日  | TVBS歡樂台                                    | 實境       |
| 同學！搞什麼鬼                            | 2017年6月5日   | 2018年9月5日   | 八大綜合台                                    | 綜藝       |
| 真的？假的                                | 2017年6月26日  | 2017年9月22日  | 中天娛樂台                                    | 遊戲       |
| K歌大明星                                 | 2017年7月1日   | 2017年9月23日  | 中視                                          | 選秀       |
| 最好聽的歌                                | 2017年8月21日  | 2018年6月30日  | 八大第一台                                    | 音樂       |
| 閃亮的年代                                | 2017年9月10日  | 2018年3月31日  | 公視                                          | 音樂       |
| 星鮮話                                    | 2017年9月18日  | 2018年2月9日   | TVBS歡樂台                                    | 新聞、資訊 |
| 希望之星                                  | 2017年10月7日  | 2017年12月30日 | 中視                                          | 選秀       |
| 金牌大健諜                                | 2017年10月23日 | 2018年10月24日 | 中天綜合台                                    | 訪談       |
| 碰碰發財星                                | 2017年11月13日 | 2018年1月5日   | 中天娛樂台                                    | 遊戲       |
| 天生王牌                                  | 2017年11月17日 | 2018年6月1日   | 華視                                          | 音樂       |
| 綜藝菲常讚                                | 2018年1月6日   | 2018年9月29日  | 華視                                          | 綜藝       |
| 17好聰明                                  | 2018年2月24日  | 2018年8月25日  | 八大綜合台                                    | 益智       |
| 請問 你是哪裡人                           | 2018年4月16日  | 2021年5月12日  | 衛視中文台、星衛娛樂台                        | 訪談       |
| 我要當女一                                | 2018年5月12日  | 2018年7月28日  | TVBS歡樂台                                    | 選秀       |
| 一呼百應                                  | 2018年5月10日  | 2019年11月21日 | 公視                                          | 益智       |
| 名偵探女王                                | 2018年5月28日  | 2019年6月20日  | 東風衛視、JET綜合台                           | 談話       |
| 跟著寶貝一起玩                            | 2018年6月24日  | 2018年9月30日  | 中天綜合台                                    | 親子實境   |
| 17金麥克                                  | 2018年7月21日  | 2018年11月3日  | 中天綜合台                                    | 益智       |
| 全民新視界                                | 2018年7月27日  | 2018年12月28日 | 華視、華視教育體育文化台                      | 實境       |
| 本來滋味                                  | 2018年9月15日  | 2018年10月28日 | 八大第一台                                    | 美食、旅遊 |
| 週遊JAPAN                                 | 2018年9月16日  | 2018年12月16日 | 華視                                          | 美食、旅遊 |
| 明星便利店                                | 2018年9月17日  | 2018年11月27日 | 東森綜合台                                    | 益智       |
| 綜藝新時代                                | 2018年9月28日  | 播出中         | 民視、八大綜合台、八大第一台                  | 實境       |
| 男神女神在身邊                            | 2018年10月1日  | 2018年11月14日 | 東森超視                                      | 訪談       |
| 大雲時堂                                  | 2018年10月1日  | 播出中         | MOMOTV                                        | 談話       |
| 黃金年代                                  | 2018年10月7日  | 2021年9月12日  | 華視                                          | 音樂       |
| 聲林之王                                  | 2018年10月14日 | 2019年2月10日  | 台視、中天綜合台                              | 選秀       |
| 德古拉的晚餐2                             | 2018年10月20日 | 2019年1月12日  | 緯來綜合台                                    | 益智       |
| 樂團新勢力                                | 2018年10月28日 | 2018年12月9日  | 年代MUCH台                                    | 音樂       |
| 公主我來了                                | 2018年12月1日  | 2019年2月23日  | 東森綜合台、華視                              | 實境       |
| 詹姆士出走料理                            | 2018年12月3日  | 播出中         | 八大綜合台                                    | 美食、旅遊 |
| 17趣郊遊                                  | 2018年12月15日 | 2019年1月5日   | 中天綜合台                                    | 美食、旅遊 |
| 燃燒吧！大腦君                            | 2018年12月16日 | 2019年4月28日  | 中天綜合台                                    | 益智       |
| 超級同學會                                | 2019年1月19日  | 2020年5月9日   | 華視                                          | 綜藝       |
| 就愛瘋音樂                                | 2019年1月27日  | 2019年11月3日  | 八大第一台                                    | 音樂       |
| 台視17Q                                   | 2019年2月17日  | 2019年8月18日  | 台視                                          | 益智       |
| 台灣的聲音                                | 2019年2月17日  | 2019年8月25日  | 民視                                          | 音樂       |
| 全民星攻略                                | 2019年2月18日  | 播出中         | 東森綜合台                                    | 益智       |
| 阮三个                                    | 2019年2月22日  | 2020年4月24日  | 公視                                          | 旅遊       |
| 今夜造口夜                                | 2019年3月20日  | 2019年6月12日  | 華視                                          | 談話       |
| 姐姐愛時尚                                | 2019年3月21日  | 2019年6月13日  | 華視                                          | 訪談       |
| 我愛冰冰Show                              | 2019年3月23日  | 2024年6月8日   | 中視、中視經典台、中視菁采台                  | 綜藝       |
| 台灣金頌                                  | 2019年3月24日  | 2020年2月23日  | 公視                                          | 音樂       |
| 女人28                                    | 2019年4月26日  | 2019年12月27日 | 衛視中文台→東森綜合台、中天綜合台、中天娛樂台 | 訪談       |
| 來去CHECK IN                              | 2019年5月5日   | 2020年4月26日  | 中天綜合台                                    | 旅遊、美食 |
| 叫我神隊友                                | 2019年5月6日   | 2019年8月2日   | 中天綜合台                                    | 談話       |
| 醫次搞定                                  | 2019年5月18日  | 2022年2月19日  | 緯來綜合台                                    | 訪談       |
| 挑戰吧！大神                              | 2019年7月1日   | 播出中         | 東風衛視                                      | 益智       |
| 全家有智慧                                | 2019年7月1日   | 播出中         | 公視台語台                                    | 益智       |
| 無事坐巴士                                | 2019年7月5日   | 播出中         | 公視台語台                                    | 旅遊       |
| 什麼道理                                  | 2019年7月15日  | 2019年10月31日 | 東風衛視、JET綜合台                           | 談話       |
| 繞著地球跑                                | 2019年7月17日  | 2019年10月16日 | 八大綜合台                                    | 旅遊       |
| 愛的ABC-Jr英語練習生                      | 2019年7月28日  | 2019年11月3日  | 中天綜合台                                    | 競賽       |
| 請問 今晚住誰家                           | 2019年8月5日   | 2023年7月27日  | 東森超視                                      | 實境       |
| 聲林之王2                                 | 2019年8月24日  | 2019年11月23日 | 台視、中天綜合台                              | 選秀       |
| Woman 說                                  | 2019年8月30日  | 2020年4月25日  | 東風衛視                                      | 談話       |
| 週末Party Up                              | 2019年8月24日  | 2019年11月9日  | 東風衛視                                      | 音樂       |
| 能戰全民新視界                            | 2019年8月31日  | 2024年11月2日  | 三立新聞台、三立iNEWS                         | 軍教、資訊 |
| 明星製作人                                | 2019年9月27日  | 2019年12月13日 | 華視、緯來綜合台                              | 益智、實境 |
| 超齡實習生                                | 2019年10月6日  | 2020年2月9日   | 華視                                          | 談話       |
| 歡迎光琳                                  | 2019年10月15日 | 2020年1月8日   | 緯來綜合台                                    | 談話       |
| 金牌17Q                                   | 2019年11月25日 | 2020年1月8日   | 中天綜合台                                    | 益智       |
| 台視17唱                                  | 2019年12月1日  | 2020年3月15日  | 台視                                          | 歌唱、益智 |

## 2020年代
| 名稱                       | 首播日期       | 結束日期       | 頻道                                   | 類型       |
| -------------------------- | -------------- | -------------- | -------------------------------------- | ---------- |
| 超級辯辯辯                 | 2020年1月10日  | 2020年8月16日  | 東風衛視                               | 談話       |
| 上奅台灣歌                 | 2020年2月23日  | 2020年8月16日  | 華視、公視台語台                       | 音樂       |
| 樂來越好聽                 | 2020年3月7日   | 2021年3月20日  | 八大第一台                             | 音樂       |
| 台語我上讚                 | 2020年3月14日  | 2020年9月11日  | 公視台語台、華視                       | 綜藝       |
| 這事有影嘸                 | 2020年3月18日  | 2022年2月17日  | 民視                                   | 談話       |
| 醫學大聯盟                 | 2020年4月28日  | 播出中         | 民視                                   | 談話       |
| 地球人請回答               | 2020年5月11日  | 2020年8月6日   | 中天綜合台                             | 談話       |
| 台灣好滋味                 | 2020年5月21日  | 2020年8月13日  | 公視台語台、華視                       | 美食       |
| 一個都不能少               | 2020年5月24日  | 2020年8月24日  | 八大綜合台                             | 綜藝       |
| 台泰由你遊                 | 2020年5月29日  | 2020年7月10日  | 公視台語台                             | 旅遊       |
| 36題愛上你                 | 2020年6月1日   | 2022年12月11日 | 公視                                   | 談話       |
| 極智對決 誰梭了算          | 2020年6月13日  | 2020年12月5日  | 華視、東森綜合台                       | 實境       |
| 菱格世代Dancing Diamond 52 | 2020年6月13日  | 2020年9月6日   | 中天綜合台、台視                       | 選秀       |
| 玩命街頭                   | 2020年6月13日  | 2020年12月5日  | 民視                                   | 綜藝       |
| 叫我豪野郎                 | 2020年6月27日  | 2020年9月13日  | 東風衛視                               | 益智       |
| 平民巨星                   | 2020年7月4日   | 2020年9月26日  | 八大戲劇台                             | 選秀       |
| 我們練愛吧                 | 2020年8月7日   | 2021年1月30日  | 東森綜合台                             | 實境       |
| 11點熱吵店                 | 2020年9月7日   | 播出中         | TVBS歡樂台                             | 談話       |
| 幸福保衛戰                 | 2020年9月19日  | 2021年8月1日   | 民視                                   | 綜藝       |
| 全明星運動會               | 2020年9月27日  | 2023年1月8日   | 台視、三立都會台                       | 實境       |
| 歡喜進香團                 | 2020年9月30日  | 2020年12月5日  | 公視台語台                             | 旅遊       |
| 相聲百人一首               | 2020年10月5日  | 2021年5月15日  | 中天綜合台、中天娛樂台                 | 文化       |
| 同學來了                   | 2020年10月12日 | 2025年8月11日  | 中天綜合台                             | 綜藝       |
| 料理之王                   | 2020年10月24日 | 2021年1月23日  | JET娛樂台                              | 選秀       |
| 比賽開始                   | 2020年12月19日 | 2021年3月20日  | 衛視中文台                             | 實境       |
| 鴻門家宴                   | 2020年12月19日 | 2021年5月1日   | 衛視中文台                             | 實境       |
| Live ASIA超級週末現場      | 2021年1月9日   | 2021年3月27日  | 華視、三立都會台                       | 音樂       |
| 開著餐車交朋友             | 2021年1月10日  | 2021年3月28日  | 東森綜合台                             | 實境       |
| 今晚開讚吧                 | 2021年2月22日  | 2024年1月1日   | 東森綜合台                             | 談話       |
| 誰語爭鋒                   | 2021年4月10日  | 2021年8月21日  | 東森綜合台                             | 實境       |
| Carry吧 玩家們             | 2021年4月11日  | 2021年8月29日  | 衛視中文台                             | 實境       |
| 大嘻哈時代                 | 2021年6月12日  | 2021年10月9日  | 台視 、MTV                             | 選秀       |
| 料理之王2                  | 2021年6月26日  | 2021年9月18日  | JET娛樂台                              | 選秀       |
| 明星許願池                 | 2021年8月14日  | 2022年7月2日   | 民視                                   | 綜藝       |
| Be The One A級戰場         | 2021年8月28日  | 2021年11月20日 | 東森綜合台                             | 選秀、實境 |
| T-pop我們聽大的            | 2021年9月5日   | 2021年11月21日 | TVBS歡樂台                             | 音樂       |
| 全明星觀察中               | 2021年9月5日   | 2022年7月17日  | 台視、TVBS歡樂台→衛視中文台            | 實境       |
| 開動吧!漂亮姊姊            | 2021年9月12日  | 2021年12月5日  | 東森超視                               | 實境       |
| 婚禮歌手                   | 2021年11月28日 | 2022年10月1日  | 東森綜合台                             | 實境       |
| 聲林之王3                  | 2021年12月4日  | 2022年3月12日  | 台視                                   | 選秀       |
| 大胃王來了                 | 2022年1月9日   | 2024年4月21日  | 緯來綜合台                             | 美食       |
| 旅跑應援團                 | 2022年1月14日  | 2022年4月8日   | 衛視中文台                             | 實境       |
| 小姐不熙娣                 | 2022年2月14日  | 播出中         | 東森綜合台                             | 談話       |
| 姊妹亮起來                 | 2022年2月23日  | 播出中         | 民視                                   | 談話       |
| 來吧！營業中               | 2022年3月19日  | 2023年6月24日  | 台視、TVBS歡樂台                       | 實境       |
| 花甲少年趣旅行             | 2022年4月9日   | 播出中         | 東森綜合台、華視→台視                  | 旅遊       |
| 原子少年Atom Boyz          | 2022年4月17日  | 2022年7月24日  | TVBS歡樂台、中視                       | 選秀       |
| 上奅台灣歌2.0經典傳奇      | 2022年5月8日   | 2022年8月7日   | 華視、公視台語台                       | 音樂       |
| 料理之王3                  | 2022年6月4日   | 2022年8月7日   | JET娛樂台                              | 選秀       |
| 王牌諜對諜                 | 2022年6月13日  | 2022年9月8日   | 東森超視                               | 益智       |
| 誰來演戲                   | 2022年7月2日   | 2022年9月24日  | 鏡電視新聞台                           | 談話       |
| 老少女奇遇記               | 2022年7月7日   | 2022年9月8日   | 公視、八大第一台                       | 實境       |
| 超級王牌棒球隊             | 2022年7月9日   | 2022年10月29日 | 民視                                   | 實境       |
| 我就問 你正常嗎?           | 2022年8月1日   | 2023年11月14日 | 東森超視                               | 談話       |
| 為你唱情歌                 | 2022年8月13日  | 2022年10月22日 | 三立都會台、TVBS歡樂台                 | 實境       |
| 換個爸媽過幾天             | 2022年8月19日  | 2024年8月18日  | 公視、小公視                           | 實境、談話 |
| 最強綜藝秀                 | 2022年8月27日  | 2023年7月8日   | 民視、八大綜合台                       | 綜藝       |
| 嗨！營業中                 | 2022年10月1日  | 2025年7月26日  | 台視、衛視中文台→三立都會台→八大綜合台 | 實境       |
| 歡迎光臨-等你來家1         | 2022年10月8日  | 2023年1月7日   | 華視、東森超視                         | 實境       |
| 回到小學那1天              | 2022年10月27日 | 2022年12月29日 | 三立都會台、衛視中文台                 | 實境       |
| 大嘻哈時代2                | 2023年1月7日   | 2023年4月8日   | 三立都會台、MTV                        | 選秀       |
| 哈囉！毛小孩               | 2023年2月4日   | 2023年5月13日  | 台視、衛視中文台                       | 實境       |
| 效廉出發吧                 | 2023年2月12日  | 播出中         | 東森超視                               | 實境       |
| TOP DOG                    | 2023年3月25日  | 2023年5月13日  | 三立都會台                             | 實境       |
| 辣個女生                   | 2023年4月10日  | 2023年9月28日  | 三立都會台                             | 談話       |
| BIBO 願望合夥人            | 2023年4月15日  | 2023年6月24日  | 三立都會台                             | 益智       |
| 光露營就很忙了             | 2023年4月16日  | 2023年6月18日  | TVBS歡樂台、台視                       | 實境       |
| 社長之路                   | 2023年5月7日   | 2023年7月30日  | 東森綜合台                             | 實境       |
| 神秘五金行                 | 2023年5月20日  | 2023年8月12日  | 衛視中文台                             | 實境       |
| 全明星辯論會               | 2023年6月17日  | 2023年9月2日   | 三立都會台                             | 綜藝、競技 |
| 光開門就很忙了             | 2023年6月25日  | 2023年9月17日  | TVBS歡樂台、台視                       | 實境       |
| 音樂主理人                 | 2023年6月30日  | 2023年9月22日  | 東風衛視、霹靂電視台                   | 選秀       |
| 全能歌手Top Star           | 2023年7月22日  | 2023年11月4日  | 民視                                   | 選秀       |
| 菜鳥老闆來上工             | 2023年7月23日  | 2023年8月27日  | 緯來綜合台                             | 實境       |
| 未來少女                   | 2023年7月29日  | 2023年10月21日 | TVBS歡樂台、中視                       | 選秀       |
| 阿姐萬歲                   | 2023年7月31日  | 播出中         | 三立台灣台                             | 談話       |
| 戀愛上線中                 | 2023年8月13日  | 2023年11月12日 | 中視                                   | 實境       |
| 我們這一攤                 | 2023年9月2日   | 2025年5月31日  | 華視、三立都會台                       | 實境       |
| 騎吧！哈林小隊             | 2023年9月3日   | 2023年11月5日  | 台視、三立都會台                       | 實境       |
| 拜託了！廚神               | 2023年9月11日  | 2023年12月12日 | 東森超視                               | 美食       |
| 山裡來了熊孩子             | 2023年9月16日  | 2023年12月16日 | 台視、東森綜合台                       | 實境       |
| 一起吃飯吧                 | 2023年10月4日  | 2023年12月28日 | 東森超視                               | 美食       |
| 開箱大學堂                 | 2023年10月6日  | 2023年12月28日 | 八大綜合台                             | 益智       |
| 滾石摘星號                 | 2023年10月28日 | 2024年1月19日  | TVBS歡樂台                             | 選秀、實境 |
| 哈囉！你給問嗎？           | 2023年10月30日 | 2024年3月25日  | 公視                                   | 談話       |
| 鬥陣大廟埕                 | 2023年11月11日 | 2024年2月3日   | 民視                                   | 文化、實境 |
| 女王大人                   | 2023年11月13日 | 播出中         | 緯來綜合台                             | 訪談       |
| 哈囉你有事嗎？             | 2023年11月20日 | 2024年12月20日 | 東森超視                               | 談話       |
| 炸裂吧！女孩               | 2023年12月9日  | 2024年3月23日  | 三立都會台、台視                       | 實境、競技 |
| 二呆流浪記之完全大人手冊   | 2023年12月17日 | 2024年3月17日  | 公視、八大綜合台                       | 實境       |
| 可可樹下的奇幻小店         | 2023年12月22日 | 2024年3月15日  | 客家電視台                             | 實境       |
| 百變智多星                 | 2023年12月25日 | 播出中         | 年代MUCH台                             | 益智       |
| 全員請上車                 | 2024年1月7日   | 2024年8月4日   | 台視                                   | 綜藝       |
| 天后出發吧                 | 2024年1月17日  | 2024年3月27日  | 三立都會台                             | 旅遊       |
| 演員們的旅行               | 2024年1月26日  | 2024年7月19日  | 東森綜合台、TVBS歡樂台                 | 旅遊       |
| 拜託ATM Battle             | 2024年3月4日   | 2024年12月30日 | TVBS歡樂台                             | 益智       |
| 超級冰冰Show               | 2024年4月6日   | 播出中         | 民視 、民視第一台                      | 綜藝       |
| 甄心分享小琳鐺             | 2024年4月18日  | 2024年11月21日 | 緯來戲劇台 、緯來綜合台                | 談話       |
| 我的明星村長               | 2024年4月27日  | 2024年8月10日  | 台視、八大綜合台                       | 實境       |
| Chill Chill 董事長         | 2024年5月6日   | 2024年8月1日   | 東森超視                               | 綜藝、訪談 |
| 啊喔！最kiang駐村小隊      | 2024年5月31日  | 2024年8月30日  | 客家電視台                             | 實境       |
| 綜藝一級棒                 | 2024年6月15日  | 播出中         | 中視、中天娛樂台                       | 綜藝       |
| 超級帶貨王                 | 2024年6月23日  | 2024年7月28日  | 三立都會台                             | 選秀       |
| 辣味滿屋 絕代雙椒          | 2024年6月30日  | 2024年8月11日  | 中視                                   | 實境       |
| 小姐姐請回答               | 2024年7月5日   | 2024年11月15日 | TVBS歡樂台                             | 談話       |
| 女孩好野                   | 2024年7月6日   | 2024年9月28日  | 東森超視                               | 旅遊、實境 |
| 一起聽團吧                 | 2024年7月7日   | 2024年10月4日  | 東森綜合台                             | 選秀       |
| Linking 368 Taiwan恁去台灣 | 2024年7月18日  | 播出中         | 三立台灣台→華視、東森超視              | 旅遊       |
| 上船了各位                 | 2024年7月20日  | 2024年9月28日  | 三立都會台、華視                       | 實境       |
| 原子少年2                  | 2024年8月24日  | 2024年11月30日 | TVBS歡樂台、中視                       | 選秀       |
| Talk Talk秀台語            | 2024年9月28日  | 2024年12月21日 | 公視台語台                             | 選秀       |
| 廣告START                  | 2024年9月28日  | 2025年2月8日   | 公視台語台                             | 實境、文化 |
| 艾嘉食堂                   | 2024年10月5日  | 2024年12月28日 | 三立都會台、華視                       | 實境       |
| 靈能的挑戰                 | 2024年10月11日 | 2025年4月18日  | 東森超視                               | 實境       |
| 成仁高中偵探社             | 2024年10月15日 | 2025年1月7日   | 小公視                                 | 益智       |
| 暴走兄弟朝聖趣             | 2024年11月2日  | 2025年1月25日  | 亞洲旅遊台、東森綜合台                 | 實境       |
| 我的成長                   | 2024年11月16日 | 2025年1月18日  | 民視無線台、八大綜合台                 | 喜劇、談話 |
| 老少女奇遇記2              | 2024年11月17日 | 2025年1月26日  | 台視、八大戲劇台                       | 實境       |
| 廚師的迫降：客家廚房       | 2024年12月6日  | 2025年1月31日  | 客家電視台                             | 實境       |
| 夜市王                     | 2024年12月7日  | 2025年1月18日  | 緯來綜合台、台視                       | 美食       |
| 全明星出發吧               | 2024年12月14日 | 2025年3月22日  | 台視、八大綜合台                       | 實境       |
| 后宮歐買尬                   | 2024年12月23日 | 播出中         | 東森超視                               | 談話       |
| 瓜田冠軍的誕生             | 2025年1月8日   | 2025年4月2日   | 三立都會台                             | 實境       |
| 來去恁兜洗魂舒             | 2025年2月15日  | 2025年5月10日  | 公視台語台                             | 旅遊       |
| 不在我的世界當勇者         | 2025年2月23日  | 2025年4月27日  | 公視                                   | 實境       |
| 懂吃懂吃來煮食             | 2025年2月25日  | 播出中         | 客家電視台                             | 美食       |
| 直播下班後                 | 2025年3月2日   | 2025年5月25日  | 八大綜合台                             | 實境       |
| 大學聲Young Voice          | 2025年4月12日  | 播出中         | 三立都會台、華視                       | 選秀       |
| 女孩好野2                  | 2025年4月19日  | 2025年7月12日  | 東森超視                               | 旅遊、實境 |
| 美人餐桌                   | 2025年4月28日  | 2025年5月29日  | 東森超視                               | 命理、談話 |
| 歐吉桑騎士                 | 2025年5月8日   | 2025年7月31日  | 公視                                   | 旅遊、實境 |
| 行！鬥陣出國去！           | 2025年5月17日  | 2025年8月9日   | 公視台語台、華視                       | 旅遊       |
| 全村的希望                 | 2025年5月25日  | 2025年8月17日  | 東森綜合台、中視                       | 實境       |
| 胡來旅行社                 | 2025年6月27日  | 播出中         | 客家電視台、三立都會台                 | 實境       |
| 自由的旅行者               | 2025年7月5日   | 播出中         | 八大綜合台                             | 旅遊       |
| 哈！真相大白了             | 2025年7月7日   | 播出中         | 公視                                   | 資訊、益智 |
| 出去一下                   | 2025年7月20日  | 2026年1月11日  | 公視                                   | 旅遊、綜藝 |
| 九條好漢在一班             | 2025年8月2日   | 播出中         | 台視                                   | 實境、軍教 |
| 台灣體能王 叫我第一名      | 2025年8月16日  | 播出中         | 公視台語台、華視                       | 競技、實境 |
| 最強的身體                 | 2025年8月17日  | 播出中         | 台視                                   | 競技、實境 |
| 樂團祭                     | 2025年8月31日  | 播出中         | 台視                                   | 實境、音樂 |
| Talk Talk秀台語2           | 2025年9月26日  | 播出中         | 公視台語台                             | 選秀       |

、